# (No Pussyfooting)
Albums par Brian Eno
Here Come the Warm Jets
(1974)
Albums par Robert Fripp
Evening Star
(1975)
(No Pussyfooting) est un album issu d'une collaboration entre Brian Eno et Robert Fripp, sorti en novembre 1973. Ce disque est considéré comme un des albums fondateurs du courant musical appelé ambient.

## Liste des titres de l'album

### Face 1
1. The Heavenly Music Corporation – 20 min 55 s

### Face 2
1. Swastika Girls – 18 min 43 s

### Titres bonus
L'édition remasterisée de l'album, réalisée par Simon Heyworth et Robert Fripp et sortie en 2008, inclut un deuxième disque. Il comprend les deux titres originaux passés à l'envers, ainsi qu'une version de The Heavenly Music Corporation deux fois plus lente que l'originale.
1. The Heavenly Music Corporation (reversed) – 20 min 52 s
2. The Heavenly Music Corporation (half speed) – 41 min 49 s
3. Swastika Girls (reversed) – 18 min 54 s

## Musiciens
- Robert Fripp : guitares acoustique et électrique
- Brian Eno : synthétiseurs, claviers, traitements, VCS 3